# 영일만항역
영일만항역(Yeongilman Harbor station, 迎日灣港驛)은 경상북도 포항시 북구 흥해읍 용한리에 위치한 영일만항선의 종착역이다. 영일만항 포항국제컨테이너터미널에 위치한다. 화물만 취급한다.

## 역사
- 2019년 10월 25일 : 철도거리표 고시[1]
- 2019년 12월 18일 : 개통[2]
- 2020년 7월 1일 : 본격적으로 열차운행 시작